# Park Narodowy Cerro de la Estrella

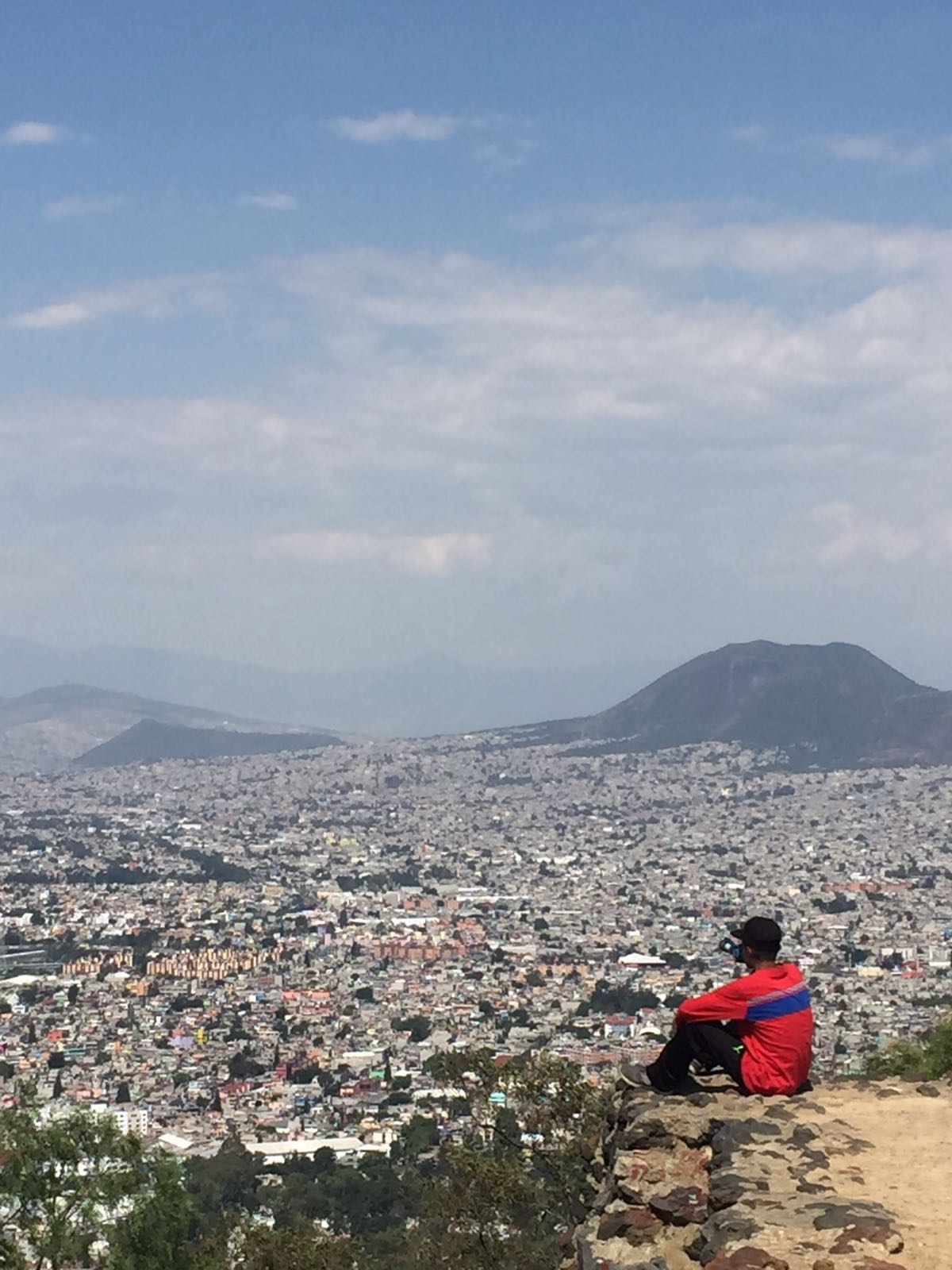
Widok na miasto Meksyk ze szczytu masywu

Park Narodowy Cerro de la Estrella (hiszp. Parque nacional Cerro de la Estrella) – park narodowy położony w południowej części Meksyku, w mieście Meksyk, jego dzielnicy Iztapalapa. Park został utworzony na mocy dekretu wydanego 24 sierpnia 1938 roku przez ówczesnego prezydenta Meksyku, Lázaro Cárdenas del Río. Zajmuje powierzchnię 11,83 km².  

## Opis
Park obejmuje masyw wulkaniczny Cerro de la Estrella (2460 m n.p.m.) oraz jego otoczenie. W masywie znajdują się liczne jaskinie utworzone wskutek dawnej aktywności wulkanicznej. Większą część parku pokrywają lasy, głównie eukaliptusowe. Występuje tu ponad 380 gatunków roślin i zwierząt. Na szczycie masywu znajdują się wykopaliska archeologiczne oraz muzeum. W epoce prekolumbijskiej miejsce to miało ważne znaczenie religijne dla tutejszych Indian (przede wszystkim Azteków). 

## Fauna
Z ssaków w parku występują m.in.: kojot preriowy, urocjon wirginijski, pancernik dziewięciopaskowy, królak florydzki, dydelf wirginijski i szopik pręgoogonowy.
Ptaki tu żyjące to m.in.: myszołów rdzawosterny, pustułka amerykańska, szafirczyk białouchy, przedrzeźniacz krzywodzioby, dziwuszka ogrodowa, puchacz wirginijski, łuszczyk błękitny, gołąbeczek aztecki, rudaczek szarouchy, kacyk czarnogrzbiety i drozd rudogrzbiety.
Gady i płazy występujące w parku to zagrożony wyginięciem (EN) Ambystoma altamirani, a także m.in.: Sceloporus torquatus, kolcogwan pustynny, Phrynosoma orbiculare i grzechotnik górski.